# 瑪瑙山之戰
瑪瑙山之戰爆發於崇禎十三年（1640年），張獻忠部被明軍平賊將軍左良玉、陝西總督鄭崇儉、張令等部包圍於太平（今四川萬源）瑪瑙山。此役明軍大勝，張獻忠敗走歸州。
據《明史》記載，戰前張獻忠駐守於太平縣大竹河（今四川萬源市東北大竹河西岸大竹鎮），左良玉則駐於漁溪渡（今四川萬源市北與陝西交界處）。有見鄭崇儉「引其兵來會」，獻忠遂移師至地形險峻的瑪瑙山據守防範。良玉帶兵進抵山下時，獻忠早已盤踞山顛，並「乘高鼓躁」，展示威勢。良玉下馬觀察獻忠陣勢良久後說：「我知道要怎樣攻破賊軍了。」故下令全軍分成三路，左軍為兩路，鄭軍為一路，又下令全軍聽鼓聲才上山進攻。
戰役爆發時，左鄭兩軍夾攻獻忠，初時其軍陣形還能堅持，然卻不能持久，獻忠全軍潰敗，其兵卒有不少從山上墮下崖澗而亡，左軍更斬殺掃地王曹威、白馬鄧天王等頭目共十六人，死傷慘重；張獻忠的妻妾也被左軍所擒，本人則遁入歸州。
此戰計軍功，諸將中以左良玉第一，更獲朝廷加贈太子少保銜。
楊嗣昌在《飛報瑪瑙山大捷疏》載：「大破之，斬馘三千六百二十，墜巖谷死者無算。」崇禎表示嘉許，有手諭曰：「卿自昨年九月初六日辭朝至今，半載有餘，無日不懸朕念，與行間將士勞苦倍嘗，而鬚髮盡白，深軫朕懷。又聞卿調度周密，賞罰嚴明，深慰朕平寇安民之意圖」。
瑪瑙山之戰後，賀人龍以楊嗣昌背信，私下告知良玉，嗣昌欲奪其位，良玉亦恨之，兩人皆與楊嗣昌不合，故此長期擁兵自重，傳檄不至。有見左良玉停兵不追，楊嗣昌遂親筆寫信：「聖意所重，全在逆獻一人。深箐四壁，險峻難逃。將軍在彼，嚴督窮搜，斷可必得。今云十二日引兵而還，何耶？想窮谷無糧，大兵難駐。將軍必不得已而為此。或張應元、汪雲鳳亦能辦此則幸矣。萬一不能，而逆獻終逃不獲，將奈之何？將軍萬萬再畫必然之策，勿膠奇正之言，果大兵回興，須駐彼調度，期擒渠而止，毋令旁觀忌嫉之，夫謂賊在掌握而復縱逸為患也。」左良玉對此置之不理，不肯协心穷搜深箐。由此，張獻忠得以重新進駐四川。